# موسیقی مازندرانی
موسیقی مازندرانی موسیقی رایج در شمال ایران و به‌طور عمده استان‌های مازندران و گلستان است که به دو شکل موسیقی آوازی و سازی وجود دارد. این موسیقی با موسیقی تالش در غرب و خراسانی در شرق پیوند خورده‌است. در دهه‌های اخیر موسیقی پاپ نیز در مازندران فراگیر شده‌است.

## اشکال موسیقی
موسیقی سنتی مازندران در دو نوع آوازی یا کلامی و سازی یا بدون کلام است.

### موسیقی آوازی
موسیقی آوازی مازندران را می‌توان به سه دستهٔ اصلی تغزلی، حماسی و آیینی تقسیم کرد.
1. تغزلی: مقام‌های موسیقی امیری، نجما و طالبا در سراسر منطقه، کتولی در شرق و ولگه‌سری در غرب از جمله آوازهای تغزلی مازندران است که موضوع آن عشق است؛ خواه دلدادگی انسانی و خواه عشق به طبیعت، دام و زمین.
2. حماسی: از منظومه‌های حماسی رایج در منطقه سوت یا سورت است که قدمتشان اغلب به دوران قاجار به بعد می‌رسد
3. آیینی: موسیقی آیینی مازندرانی شامل نوروزخوانی، نواجش، موری، چاووش‌خونی، تعزیه و… است.

در کنار این، شبه‌مقام‌های آوازی و ریز مقام‌هایی مانند کیجاجان‌ها و لالایی‌ها کلیات موسیقی آوازی این منطقه را تشکیل می‌دهند.

### موسیقی سازی
قدیمی‌ترین بخش موسیقی سازی این منطقه قطعاتی هستند که به شیوه‌های زندگی دامداران کهن اختصاص دارند که در نوای ساز چوپانان و نوازندگان نمود دارند. کمرسری، تِریکه‌سری، کِردحال یا چَپون‌حال، میش‌حال، بورسری و دشتی‌حال در زمره قطعات اصلی این گونه‌اند که با ساز لَلِوا نواخته می‌شوند.

## محدوده جغرافیایی
محدوده جغرافیایی موسیقی مازندران علاوه بر استان مازندران، برخی از نواحی دیگر را که در تقسیمات کشوری در استان‌های سمنان، گلستان، تهران، البرز و قزوین قرار دارند نیز در برمی‌گیرد. به این ترتیب بخش عمده‌ای از ساکنان دو سوی البرز از موسیقی مازندرانی بهره می‌برند. این پهنه جغرافیایی از نظر قومی نیز بسیار متنوع است. لایه‌هایی از موسیقی ترکمنی و خراسانی در شرق مازندران و نمودهایی از موسیقی گیلان در غرب مازندران هویداست. اقوام مهاجر نیز هر کدام به سهم خویش بر موسیقی مناطقی از مازندران تأثیر گذاشته و تأثیر گرفته‌اند.
موسیقی مازندران را می‌توان در یک تقسیم‌بندی کلی به سه بخش تقسیم کرد:
1. موسیقی مازندران مرکزی
2. موسیقی مازندران شرقی
3. موسیقی مازندران غربی

موسیقی علی‌آباد کتول از نظر فرهنگی در قلمرو موسیقی مازندران محسوب می‌شود امّا با توجه به تقسیمات کشوری جدید در قلمرو استان گلستان قرار می‌گیرد.
موسیقی گُداری نیز اگر چه سبکی متفاوت دارد به مرکزیت قنبرآباد بهشهر قابل تفکیک است امّا آن را می‌توان شکلی متفاوت از موسیقی شرق مازندران به حساب آورد.

### دسته‌بندی
موسیقی مازندران به چهار دسته تقسیم می‌شود که با وجود برخی اشتراکات، هر کدام ویژگی‌های خود را دارند:
- موسیقی مرکز مازندران (همه نواحی کوهستانی و جلگه‌ای از هزارجریب تا شرق رود چالوس): سرچشمه آواهای مناطق چهارگانه تبری زبان بوده و بر اساس دو مقام آوازی مهم منطقه (امیری و کتولی) و قطعات سازی و چوپانی است.
- موسیقی غرب مازندران (از دوطرف رود چالوس تا دوطرف رود نشتا و موسیقی کجوری)
- موسیقی خنیایی شرق مازندران (در جلگه‌های شرقی استان، از کُردکوی گلستان تا میان‌دورود ساری)
- موسیقی گُداری (با مرکزیت قنبرآباد بهشهر)

## نمونه آهنگ
نمونه هایی از موسیقی سنتی مازندران در نوع آوازی یا کلامی

### موسیقی آوازی
موسیقی آوازی مازندران را می‌توان به سه دستهٔ اصلی تغزلی، حماسی و آیینی تقسیم کرد.
تغزلی: ترانه ی مازندرانی غریب 
سراینده: نامشخص
تاریخ پیدایش: نامشخص
علت پیدایش: از متن این ترانه مشخص است که یک خواهر در وصف برادرش خوانده است که احتمالا به دست دشمن گرفتار شده بود و مورد آزار و اذیت واقع شده است. برخی ادعا می کنند این ترانه در زمان صفویه بوجود آمده و برخی دیگر معتقد هستند پیدایش آن مربوط به رخداد های پس از قتل اولین پادشاه افشاریه بوده که خواهر در وصف برادرش خوانده است.   
متن ترانه محلی: 
بهارون لاله زاره من نشومبه تابستون وقت کاره من نشومه
پاییز جمع کمبه من قوت و قناعت زمستون سرد وسرما من نشومبه
نماشون صحرا مه ونگه ونگه چار به دار درشونه صدای زنگه
کبوتر دامن صحرا ره بییته غم من روز به روز بالا ره بیته
غم عالم نه یک روز و دورزه غم من روز به روز بالاره بیته
آهو تره چیه در این بیابون علف سبز خورنی ریگ بیابون
بهارون لاله زاره من نشومبه تابستون وقت کاره من نشومه
نماشون شو بیه برار نیمو چه بلا بر سر برار بیمو
بهارون لاله زاره من نشومبه تابستون وقت کاره من نشومه
غریبی دکتمه شهر کناره خلیلی بزومه (بزونه) مه دست و پاره
الهی بشکنه چوب خلیلی همه در وطنو من در غریبی
نماشون صحرا مه ونگه ونگه چار به دار درشونه صدای زنگه
کمین چاربدار ره برار بییرم دمادم خبر برار بییرم

## سایر
سوت‌خوانی: نوعی از ترانه‌های حماسی مازندرانی است، عامه مردم با این ملودی اشعار قهرمانان و پهلوانان و حماسه‌های ملی و میهنی خود را بیان می‌کنند. گفته می‌شود آخرین و جدیدترین سوت یا سورت سروده‌شده، سوت مشتی پلوری است که مربوط به دوره پهلوی است.

## ساز
متداول‌ترین سازهای موسیقی مازندران عبارتند از: للوا، دهل، نقاره، دسرکوتن، دوتار (در شرق)، کمانچه و دشت‌لاکی

## هنرمندان برجسته
- حسین طیبی
- احمد محسن‌پور قادیکلایی
- محمد دنیوی
- نظام شکارچیان
- محمدرضا اسحاقی
- ابوالحسن خوشرو ساروکلایی
- نورالله علیزاده

از هنرمندان برجسته هم دوره و قبل تر از
نظام شکارچیان می‌توان به: نظر شکارچیان (پدر نظام)
قَدَر کتول (پدر اصغرکتول)
اصغر کتول،
اکبر ذوقی معروف به (اکبر زاغی)،
اصغر کتولی،
محمد مهدی عباسی نوذری،
صیفی الدین ماچکه پشتی
و بعد از نظام نیز به:
ارزمون شکارچیان،
عشقعلی شکارچیان و…
در حوزه دوتار نوازان معاصر:
مسلم فهیمی،
رضاکولایی،
امیر ساروی،
که هرکدام از سبک خاص خود پیروی می‌کنند. در بخش آواز دوره معاصر:
به عبدالرضا مختاباد،
اسماعیل عبدی،
سید عباد محمدی،
پرویز سیاهدشتی
و امیر ساروی،
از غرب هم حسین المباز،
از سواد کوه مهدی کارگر و… اشاره کرد.